# Tärby socken
Tärby socken i Västergötland ingick i Ås härad, ingår sedan 1974 i Borås kommun och motsvarar från 2016 Tärby distrikt.
Socknens areal är 14,71 kvadratkilometer varav 14,30 land. År 2000 fanns här 150 invånare.  Sockenkyrkan Tärby kyrka ligger i socknen.   

## Administrativ historik
Socknen har medeltida ursprung.  
Vid kommunreformen 1862 övergick socknens ansvar för de kyrkliga frågorna till Tärby församling och för de borgerliga frågorna bildades Tärby landskommun. Landskommunen uppgick 1952 i Fristads landskommun, som 1974 uppgick i Borås kommun. Församlingen uppgick 2010 i Fristads församling.
1 januari 2016 inrättades distriktet Tärby, med samma omfattning som församlingen hade 1999/2000.
Socknen har tillhört län, fögderier, tingslag och domsagor enligt vad som beskrivs i artikeln Ås härad. De indelta soldaterna tillhörde Älvsborgs regemente, Ås kompani och Västgöta regemente, Elfsborgs kompani.

## Geografi
Tärby socken ligger nordost om Borås med Viskan i söder  och öster. Socknen har mindre odlingsbygder som omges av höglänt skogsbygd med höjder som når 250 meter över havet.

## Fornlämningar
Boplatser och en hällkista från stenåldern är funna. Från bronsåldern finns spridda gravrösen. Från järnåldern finns två gravfält, domarringar och stensättningar.

## Namnet
Namnet skrevs 1380 Tärby och kommer från kyrkbyn. Efterleden innehåller by, 'by; gård'. Förleden kan innehålla t(i)är, 'träd, skog'.